# 雷卡米耶剧院
雷卡米耶剧院（Théâtre Récamier）是法国巴黎一所已关闭的剧院，原址位于法国巴黎第七区朱丽叶·雷卡米耶路3号，1908年开业，1978年关闭。

## 历史
1905年，林间修院的最后遗迹拆除，1907年在原址上开辟了朱丽叶·雷卡米耶路和罗盖·斯特凡纳广场（Square Roger-Stéphane）。1908年，夏尔·布隆德尔（Charles Blondel）为“教育界同盟”（Ligue de l'enseignement）在修院小堂的原址上修建了这个娱乐场所。
从1959年10月到1961年5月，雷卡米耶剧院成为夏乐宫国家剧院的的第二个地点。
1965年12月，路易·阿拉贡在此举办“我们时代的六位诗人和一首音乐”晚会，介绍新的诗人。
在1968年5月事件之后，该场馆容纳了被奥德翁剧院驱逐的让·路易斯·巴劳特（Jean-LouisBarrault）剧团，直到1975年安托万·波塞勒成为导演。1978年剧院关闭。作为法蘭西喜劇院的排练室直到2008年，由于其年代久远，目前正在进行翻新工程。
2013年，罗曼·波兰斯基拍摄电影《穿裘皮的维纳斯》的场景从此获得灵感。